# Сель
Сель (от араб. سيل‎ — «бурный поток»), или селевой поток — стремительный русловой поток, состоящий из смеси воды и обломков горных пород, внезапно возникающий в бассейнах небольших горных рек. Главной особенностью таких потоков служит высокая насыщенность обломочным материалом, которая составляет от 10 до 75 % объёма движущейся массы.
Как правило, возникновение селей связано с ливневыми осадками, бурным таянием снегов или прорывами горных озёр. Сель — явление кратковременное (обычно оно длится несколько часов, реже — дней), характерное для малых водотоков длиной до 25—30 км и с площадью водосбора до 50—100 км².

## Характеристики
Скорость движения селевых потоков — в среднем до 5 м/с, в отдельных случаях может достигать 10—15 м/с, что обуславливает их большое разрушительное действие. На своем пути потоки прокладывают глубокие русла, которые в обычное время бывают сухими или содержат небольшие ручьи. Материал селей откладывается в зонах промежуточной аккумуляции, на конусах выноса, в межгорных котловинах и на предгорных равнинах.
Сели характеризуются продвижением его лобовой части в форме вала из воды и наносов или чаще наличием ряда последовательно смещающихся валов. Прохождение селя сопровождается значительными переформированиями русла.

## Причины возникновения
Сель возникает в результате интенсивных и продолжительных ливней, бурного таяния ледников или сезонного снегового покрова, а также вследствие обрушения в русло больших количеств рыхлообломочного материала (при уклонах местности не менее 0,07—0,10). Решающим фактором возникновения может послужить вырубка лесов в горной местности — корни деревьев держат верхнюю часть почвы, что предотвращает возникновение селевого потока.
Иногда сели возникают в бассейнах небольших горных рек и сухих логов со значительными (не менее 0,10) уклонами тальвега и при наличии больших скоплений продуктов выветривания.
По механизму зарождения различают эрозионные, прорывные и обвально-оползневые сели.

## Селевые очаги
Потенциальный селевой очаг — участок селевого русла или селевого бассейна, имеющий значительное количество рыхлообломочного грунта или условий для его накопления, где при определённых условиях обводнения зарождаются сели. Согласно «Руководству по изучению селевых потоков», составленному для использования в системе Гидрометслужбы СССР, селевые очаги делятся на очаги локального и рассредоточенного селеобразования. Очаги локального селеобразования делятся на три типа: селевые врезы, селевые рытвины и скальные очаги.
- Селевой рытвиной называют линейное морфологическое образование, прорезающее скальные, задернованные или залесенные склоны, сложенные обычно незначительной по толщине корой выветривания. Селевые рытвины отличаются небольшой протяженностью (редко превышают 500—600 м) и глубиной (редко более 10 м). Угол дна рытвин обычно более 15°.

- Селевой врез представляет собой мощное морфологическое образование, выработанное в толще древних моренных отложений и чаще всего приуроченное к резким перегибам склона. Кроме древне-моренных образований селевые врезы могут формироваться на аккумулятивном, вулканогенном, оползневом, обвальном рельефе. Селевые врезы по своим размерам значительно превосходят селевые рытвины, а их продольные профили более плавные, чем у селевых рытвин. Максимальные глубины селевых врезов достигают 100 м и более; площади водосборов селевых врезов могут достигать более 60 км². Объём грунта, выносимый из селевого вреза за один сель, может достигать 6 млн м³.
- Скальный очаг - морфологическое образование в скалистом хребте или массиве, представляющее собой систему скальных склонов, обрывов, щелей, кулуаров (с уклоном 25—35°) и более широких ложбин и узких ущелий (с уклоном 20—30°), где в результате выветривания, коррозии и делювиально-пролювиальных процессов накапливается потенциальный селевой массив, мощность которого в нижней части ложбин может достигать 10 м и более. Основную площадь очага составляет область питания («камнесбор»).

- Под очагом рассредоточенного селеобразования понимают участок крутых (35—55°) обнажений, сильно разрушенных горных пород, имеющих густую и разветвленную сеть борозд, в которых интенсивно накапливаются продукты выветривания горных пород и происходит формирование микроселей, объединяющихся затем в едином селевом русле. Они приурочены, как правило, к активным тектоническим разломам, а их появление обусловлено крупными землетрясениями. Площади селевых очагов достигают 0,7 км² и редко больше.

## Классификация

### Сейсмогенные сели
В результате землетрясений отколовшиеся фрагменты ледников или обвалившиеся массивы горных пород могут преградить путь рекам, образовывая неустойчивые запрудные плотины. При прорыве такой плотины вода из неё сбрасывается не постепенно, а моментально, что способствует накоплению потоком высокой кинетической энергии.
Также известны случаи трансформации сейсмогенного обвала в селевой поток. Одним из ярких примеров является формирование селя по реке Санта при Уаскаранской катастрофе 1970 года в горах Кордильера Бланка, Перу.

### Лахары
Лахары — селевые потоки вулканического происхождения. В результате излияния лавы, выпадения горячего пепла или схода пирокластических потоков происходит быстрое таяние снежного покрова и ледников на склонах вулкана, а образовавшаяся вода смешивается с пеплом и горными породами. При извержении Везувия 79 года, под пеплом которого были похоронены Помпеи, город Геркуланум завалило трёхметровым слоем грязекаменной массы, принесённой лахаром. При раскопках обнаружено, что селевой панцирь Геркуланума значительно более плотный, чем пепловый слой Помпеи. Наибольшее количество жертв от лахаров было при извержении вулкана Невадо-дель-Руис в 1985 году.

### Связные и несвязные сели
К связным относят грязекаменные потоки, в которых вода практически не отделяется от твёрдой части. Они обладают большим объёмным весом (до 1,5—2,0 т/м³) и большой разрушительной силой. К несвязным относят водокаменные потоки. Вода переносит обломочный материал и по мере уменьшения скорости откладывает его в русле или в области конуса выноса на предгорной равнине.

### Типы селей по степени насыщенности наносами и их фракционному составу
- Грязевые сели — смесь воды с мелкозёмом при небольшой концентрации камней, объёмный вес 1,5—2 т/м³
- Грязекаменные сели — смесь воды, гальки, гравия, валунов различного размера, 1,7—2,4 т/м³
- Водокаменные (наносоводные) сели — смесь воды с преимущественно крупными камнями, 1,1—1,6 т/м³

## Литодинамические зоны селевого бассейна
В селевом бассейне выделяют следующие зоны:
1. Зона зарождения (питания),
2. Зона транзита,
3. Зона аккумуляции.

## Борьба с селями
Сели могут производить огромные разрушения. Борьба с селями ведётся путём закрепления почвенного и растительного покрова, строительства специальных гидротехнических сооружений.
По назначению, различают следующие виды противоселевых защитных сооружений:
А. Селезадерживающие: плотины бетонные, стальные, железобетонные и каменные: водосбросные, сквозные (глухие), сквозные сетчатые; плотины из грунтовых материалов (глухие).
Б. Селепропускные: каналы, селеспуски.
В. Селенаправляющие: направляющие и ограждающие дамбы, шпоры.
Г. Стабилизирующие: запруды грунтовые, каменные; габионные террасы; террасы-каналы; нагорные и водосбросные каналы; подпорные стены; дренажные устройства; агролесомелиорация.
Д. Селепредотвращающие: плотины для регулирования селеобразующего паводка; водосбросы на озерных перемычках.
Применение тех или иных способов борьбы определяют в зависимости от расположения защищаемого объекта в селевом бассейне, масштабов и повторяемости селей.
Профилактические меры принимают для предупреждения появления селя или ослабления его действия ещё в самом начале процесса. Наиболее радикальным средством является лесонасаждение на селеопасных горных склонах. Лес регулирует сток, уменьшает массу воды, рассекает потоки на отдельные ослабленные струи. В зоне водосбора нельзя вырубать лес и нарушать дёрновый покров. Здесь же целесообразно повышать устойчивость склонов террасированием, перехватывать и отводить воду нагорными канавами, земляными валами.
В руслах селей наибольший эффект дают запруды. Эти сооружения из камня и бетона, установленные поперек русла, задерживают сель и отбирают у него часть твёрдого материала. Полузапруды отжимают поток к берегу, который менее подвержен разрыву. Селеулавливатели применяют в виде котлованов и бассейнов, закладываемых на пути движения потоков; строят берегоукрепительные подпорные стенки, препятствующие размыву берегов русла и защищающие здания от ударной силы селя.
Эффективны направляющие дамбы и селехранилища. Дамбы направляют поток в нужном направлении и ослабляют его действие.
На участках населённых пунктов и отдельных сооружений, расположенных в зоне отложения селевой массы, устраивают отводные каналы, направляющие дамбы, русло рек забирают в высокие каменные берега, ограничивающие растекание селевого потока. Для защиты дорожных сооружений наиболее рациональны селеспуски в виде железобетонных и каменных лотков, пропускающих сели над сооружениями или под ними.